# Typhinellus
Typhinellus is een geslacht van weekdieren uit de klasse van de Gastropoda (slakken).

## Soorten
- Typhinellus amoenus Houart, 1994
- Typhinellus androyensis Bozzetti, 2007
- Typhinellus bicolor Bozzetti, 2007
- Typhinellus chipolanus (Gertman, 1969) †
- Typhinellus constrictus Houart & Héros, 2015
- Typhinellus insolitus (Houart, 1991)
- Typhinellus jacolombi Houart, 2015
- Typhinellus labiatus (de Cristofori & Jan, 1832)
- Typhinellus laminatus Houart & Héros, 2015
- Typhinellus lamyi Garrigues & Merle, 2014
- Typhinellus mirbatensis Houart, Gori & Rosado, 2015
- Typhinellus occlusus (Garrard, 1963)